# Campionati italiani di triathlon olimpico no draft del 2016
I Campionati italiani di triathlon olimpico no draft del 2016 (IV edizione) sono stati organizzati dalla Federazione Italiana Triathlon e si sono svolti a Recco in Liguria, in data 3 luglio 2016.
Tra gli uomini ha vinto Luca Bonazzi (Freezone), mentre la gara femminile è andata a Elisa Battistoni (Feralpi Triathlon).

## Risultati

### Élite uomini
| Pos. | Atleta                  | Società sportiva     | Nuoto   | Bici    | Corsa   | Totale  |
| ---- | ----------------------- | -------------------- | ------- | ------- | ------- | ------- |
|      | Luca Bonazzi            | Freezone             | 0:19:12 | 1:17:46 | 0:30:09 | 2:07:07 |
|      | Bruno Pasqualini        | Torino Triathlon     | 0:19:32 | 1:17:28 | 0:30:29 | 2:07:29 |
|      | Elia Mozzachiodi        | PPRTeam              | 0:17:01 | 1:20:18 | 0:32:23 | 2:09:42 |
| 4    | Davide Campiotti        | Oxygen Triathlon     | 0:19:56 | 1:18:59 | 0:31:34 | 2:10:29 |
| 5    | Devis Borghini          | T.D. Rimini          | 0:20:22 | 1:19:19 | 0:30:55 | 2:10:36 |
| 6    | Manuel Biagiotti        | Friesian Team        | 0:17:06 | 1:23:33 | 0:31:50 | 2:12:29 |
| 7    | Marco Corti             | Zerotrenta Triathlon | 0:23:56 | 0::0::0 | 1:48:34 | 2:12:30 |
| 8    | Pietro Felice Di Silvio | The Hurricane        | 0:19:47 | 1:20:56 | 0:31:49 | 2:12:32 |
| 9    | Marco Fedeli            | CY Laser Tri Schio   | 0::0::0 | 0::0::0 | 2:12:44 | 2:12:45 |
| 10   | Cristiano Iuliano       | Firenze Triathlon    | 0::0::0 | 0::0::0 | 2:12:49 | 2:12:49 |
| 11   | Luca Ruffinati          | CUS Torino Triathlon | 0:20:21 | 1:20:23 | 0:32:11 | 2:12:55 |
| 12   | Simone Mantolini        | The Hurricane        | 0:19:57 | 1:20:49 | 0:32:13 | 2:12:59 |
| 13   | Mattia Camporesi        | T.D. Rimini          | 0:22:48 | 1:20:12 | 0:31:02 | 2:14:02 |
| 14   | Lorenzo Boeris          | CUS Torino Triathlon | 0:20:07 | 0::0::0 | 1:54:10 | 2:14:17 |
| 15   | Tommaso Giorgetti       | T.D. Rimini          | 0:20:30 | 1:22:58 | 0:31:04 | 2:14:32 |
| 16   | Luca Renzi              | T.D. Rimini          | 0:20:22 | 1:23:13 | 0:31:13 | 2:14:48 |
| 17   | Alfio Bulgarelli        | Cesena Triathlon     | 0:19:10 | 1:22:26 | 0:33:26 | 2:15:02 |
| 18   | Gabriele Vergano        | CUS Torino Triathlon | 0:19:39 | 1:24:33 | 0:31:08 | 2:15:20 |
| 19   | Matteo Marchisio        | CUS Torino Triathlon | 0:19:18 | 1:22:14 | 0:34:11 | 2:15:43 |
| 20   | Davide Ballabio         | A Team               | 0::0::0 | 1:41:58 | 0:33:48 | 2:15:46 |

### Élite donne
| Pos. | Atleta              | Società sportiva        | Nuoto   | Bici    | Corsa   | Totale  |
| ---- | ------------------- | ----------------------- | ------- | ------- | ------- | ------- |
|      | Elisa Battistoni    | Feralpi Triathlon       | 0:19:28 | 1:35:34 | 0:34:44 | 2:29:46 |
|      | Camilla Magliano    | CUS Torino Triathlon    | 0:23:03 | 1:32:57 | 0:34:23 | 2:30:23 |
|      | Valentina Tagliabue | 707 Triathlon Team      | 0:21:29 | 1:35:11 | 0:35:31 | 2:32:11 |
| 4    | Giulia Bedorin      | 707 Triathlon Team      | 0:21:09 | 1:33:05 | 0:38:46 | 2:33:00 |
| 5    | Alice Capone        | Canottieri Napoli       | 0:23:32 | 1:35:18 | 0:35:25 | 2:34:15 |
| 6    | Angela Stefani      | Tri Team Spezia         | 0:24:42 | 1:31:30 | 0:39:12 | 2:35:24 |
| 7    | Laura Mazzucco      | Trivivisport            | 0:25:43 | 1:32:03 | 0:38:10 | 2:35:56 |
| 8    | Beth Warne          | Triathlon Bordighera    | 0:25:36 | 1:34:05 | 0:36:40 | 2:36:21 |
| 9    | Annalisa Bertelle   | Padovanuoto Fidia       | 0:24:24 | 1:33:56 | 0:38:12 | 2:36:32 |
| 10   | Silvia Vezzini      | Team Bike Gussago       | 0:27:00 | 1:27:20 | 0:42:54 | 2:37:14 |
| 11   | Michela Santini     | Firenze Triathlon       | 0:25:06 | 1:34:57 | 0:37:18 | 2:37:21 |
| 12   | Teodolinda Camera   | Virtus Acqui Terme      | 0:22:23 | 1:38:26 | 0:36:50 | 2:37:39 |
| 13   | Ilaria Zavanone     | Raschiani Tri Pavese    | 0:27:47 | 1:32:26 | 0:39:40 | 2:39:53 |
| 14   | Roberta Maule       | Peschiera Triathlon     | 0:25:40 | 1:38:27 | 0:36:39 | 2:40:46 |
| 15   | Barbara Davolio     | Woman Triathlon Italia  | 0:28:12 | 1:31:59 | 0:41:49 | 2:42:00 |
| 16   | Elisa Monacchini    | Dermovitamina B) Sid    | 0:22:13 | 1:41:51 | 0:39:12 | 2:43:16 |
| 17   | Patrizia Dorsi      | Piacenza Triathlon Vivo | 0:27:16 | 1:37:06 | 0:39:38 | 2:44:00 |
| 18   | Vittoria Camerana   | CUS Torino Triathlon    | 0:24:53 | 1:40:06 | 0:39:10 | 2:44:09 |
| 19   | Elisa Scalambra     | CUS Pro Patria Milano   | 0:27:19 | 1:37:03 | 0:40:15 | 2:44:37 |
| 20   | Stefania Moneta     | ARC Busto Arsizio       | 0:23:10 | 1:41:14 | 0:40:29 | 2:44:53 |

## Campioni per categoria
| Categoria | Atleta                 | Società              | Atleta           | Società              |
| --------- | ---------------------- | -------------------- | ---------------- | -------------------- |
| Senior 1  | Elia Mozzachiodi       | PPRTeam              | Beth Warne       | Triathlon Bordighera |
| Senior 2  | Davide Campiotti       | Oxygen Triathlon     | Alice Capone     | Canottieri Napoli    |
| Senior 3  | Marco Corti            | Zerotrenta Triathlon | Camilla Magliano | CUS Torino Triathlon |
| Senior 4  | Devis Borghini         | T.D. Rimini          | Elisa Battistoni | Feralpi Triathlon    |
| Master 1  | Luca Bonazzi           | Freezone             | Silvia Vezzini   | Team Bike Gussago    |
| Master 2  | Alfio Bulgarelli       | Cesena Triathlon     | Angela Stefani   | Tri Team Spezia      |
| Master 3  | Giovanni Bianco        | Treviso Triathlon    | Stefania Moneta  | ARC Busto Arsizio    |
| Master 4  | Francesco Zane         | Asi Triathlon Noale  | Marina Putti     | Zena Tri Team        |
| Master 5  | Giovanni Aldo Luchetta | Cnm Triathlon        | Daria Meinardi   | Torino Triathlon     |
| Master 6  | Michele Vanzi          | T.D. Rimini          |                  |                      |
| Master 7  | Giorgio Alemanni       | Road Runners         |                  |                      |
| Master 8  | Vittorio Carnicelli    | Pisa Triathlon       |                  |                      |